# Erath (Luizjana)
Erath – miasto w Stanach Zjednoczonych, w stanie Luizjana, w parafii Vermilion.